# Chłodzenie gospodarki
Chłodzenie gospodarki - stosowane w publicystyce (szczególnie polskiej) określenie mające opisywać szkodliwość polityki redukowania wydatków budżetowych. Według krytyków chłodzenia gospodarki podejmowane przez jego zwolenników działania służą przede wszystkim ograniczeniu tempa wzrostu. Część ekonomistów podważająca sens tego pojęcia wskazuje na to, że jest ono wytworem propagandy, zaś wzrost gospodarczy nie powinien wiązać się z rosnącym zadłużeniem.